# Boshra Ramouz
Boshra Ramouz (persisch بشرا راموز; * 3. Juni 1998) ist eine iranische Leichtathletin, die sich auf den Mittelstreckenlauf spezialisiert hat.

## Sportliche Laufbahn
Erste Erfahrungen bei internationalen Meisterschaften sammelte Boshra Ramouz im Jahr 2024, als sie bei den Hallenasienmeisterschaften in Teheran in 4:52,58 min den siebten Platz im 1500-Meter-Lauf belegte.
2024 wurde Ramouz iranische Hallenmeisterin im 1500-Meter-Lauf.

## Persönliche Bestzeiten
- 1500 Meter: 4:52,58 min, 17. Februar 2024 in Teheran